# February
Pour les articles homonymes, voir Février (homonymie).
Pour plus de détails, voir Fiche technique et Distribution.
February est un thriller américain écrit et réalisé par Oz Perkins et sorti en 2015.

## Synopsis
Parce qu'étrangement leurs parents ne sont pas venus les chercher pour les vacances d'hiver, Rose et Kat sont retenues dans la prestigieuse institution pour jeunes filles où elles suivent leurs études. Dans un pèlerinage sanglant à travers les paysages gelés, Joan décide de s'y rendre. Au fur et à mesure qu'elle s'en rapproche, Kat est assaillie de visions terrifiantes et Rose voit avec horreur sa camarade devenir possédée par une force invisible et maléfique.

## Distribution
Note : Le carton de doublage de la VF crédite les comédiens de doublage avec des pseudonymes, remplacés ci-dessous par leurs vrais noms.
- Emma Roberts (VF : Julie Manautines) : Joan Marsh
- Kiernan Shipka (VF : Clara Soares) : Kat
- Lucy Boynton (VF : Nayéli Forest) : Rose
- James Remar (VF : Rémi Pous) : Bill
- Lauren Holly (VF : Sophie Planet) : Linda
- Peter J. Gray (VF : Adrian Malabry) : Rick
- Emma Holzer (VF : Nathalie Bienaimé) : Lizzy
- Matthew Stefiuk : Ranger
- Greg Ellwand (VF : Gérard Rouzier) : Père Brian
- Elana Krausz (VF : Nathalie Bienaimé) : Mlle Prescott
- Heather Tod Mitchell (VF : Pascale Chemin) : Mlle Drake
- Peter James Haworth (VF : Yann Pichon) : M. Gordon

Version française réalisée par AC5 ; direction artistique : Jay Walker ; adaptation des dialogues : Anne-Sophie Derasse